# Alexander van den Wall Bake
Alexander Vasmer (San) van den Wall Bake (Arnhem, 6 juni 1911 – Velp, 24 oktober 1992) was een Nederlands militair. Van 1962 tot en met 1963 was hij Chef Generale Staf/Bevelhebber der Landstrijdkrachten (CGS/BLS) in de rang van luitenant-generaal.

## Jeugd en begin loopbaan
Bake werd op 6 juni 1911 in Arnhem geboren als telg uit het geslacht Bake en zoon van Rudolf Herman Alexander van den Wall Bake (1878–1950) en Petronella Wilhelmina Boellaard (1886-1967), telg uit het geslacht Boellaard.

Zijn jongere broer was luitenant-admiraal Hugo van den Wall Bake.
Bake komt uit een familie met veel militairen. Zijn vader was beroepsofficier bij de artillerie en was van 1928 t/m 1934 als luitenant-kolonel commandant van het Korps Rijdende Artillerie,
Zijn grootvader was luitenant-kolonel der artillerie Alexander Maurits August van den Wall Bake (1852-1940), van wie een andere zoon, William Archibald van den Wall Bake (1885-1979), luitenant-kolonel der huzaren was en een belangrijke rol speelde in het verzet in de Tweede Wereldoorlog.

Zijn andere grootvader, Edmond Boellaard van Tuyl (1856-1923), was eveneens officier, laatstelijk kapitein der artillerie, en een zoon van hem, Adolf Pieter Hendrik Boellaard (1882-1956), was als gepensioneerd luitenant-kolonel der Koninklijke Marechaussee in de meidagen van 1940 commandant van de Rotterdamse burgerwacht.
Bake arriveerde na het behalen van zijn HBS diploma op 26 september 1928 op de Koninklijke Militaire Academie als cadet bestemd voor het wapen der genie hier te lande.:staat van dienst Na de opleiding werd hij 2 augustus 1931 als tweede luitenant geplaatst bij het 1e Bataljon Regiment Genietroepen te Utrecht. In 1933 volgde een plaatsing bij de Afdeling Speciale Diensten van het Regiment Genietroepen te Utrecht en in 1936 een overplaatsing naar 's-Gravenhage.:loopbaan
Hij werd op 18 augustus 1939 bevorderd tot kapitein, en was op dat moment de jongste kapitein in de Nederlandse krijgsmacht, prins Bernhard niet meegerekend.

## Tweede Wereldoorlog
Tijdens de mobilisatie van 1939-1940 en in de oorlogsdagen van mei 1940 was Van den Wall Bake verantwoordelijk voor de inundaties van de Stelling van Den Helder.
Na de demobilisatie in juli 1940 gaat hij als ingenieur bij Rijkswaterstaat aan de slag. Op 15 mei 1942 werd hij met vrijwel alle Nederlandse beroepsofficieren in Duitse krijgsgevangenschap weggevoerd.:loopbaan Hij verblijft vervolgens gedurende 1942 tot 1945 onder krijgsgevangenenummer kgf 32017 in de kampen Oflag XIII B in Neurenberg-Langwasser, Stalag 371 in Stanislau, Oflag 11E/67 in Neubrandenburg en Ilag VII in Tittmoning. Hij is samen met de kapitein van het KNIL Machiel van den Heuvel, (die in 1943 vanuit Colditz in Stanislau arriveerde). die in 1946 in lndonesië zou sneuvelen, een van de leidinggevende figuren van de zogeheten 'Reisvereniging’, de ontsnappingsorganisatie onder de krijgsgevangen beroepsofficieren. die zich ten doel had gesteld ontvluchtingspogingen te coördineren en op verantwoorde wijze ten uitvoer te brengen. Deze organisatie, die in diverse boeken over krijgsgevangenkampen beschreven wordt en voor andere als inspiratiebron diende, stelde in totaal 230 Nederlandse krijgsgevangenen in staat te ontsnappen. Ook anderen, zoals de britse Luitenant Giles Romilly, een neef van Churchill, konden dankzij hen.:loopbaan In 1948 werd hiervoor het Bronzen Kruis toegekend, wegens het "met grote opofferingsgezindheid helpen ontvluchten van andere Nederlandse militairen uit Duitse krijgsgevangenschap en het in veiligheid brengen van een door de vijand als zeer belangrijke gijzelaar beschouwde Britse officier".:loopbaan

## Na de oorlog
Op 31 mei 1945 keerde kapitein Bake terug uit Duitse krijgsgevangenschap, en werd op 30 september 1945 tewerkgesteld bij het Detachement Londen van de Koninklijke Landmacht. Op 1 augustus 1946 werd hij bevorderd tot tijdelijk majoor der genie en een maand daarna volgde zijn benoeming tot commandant van de kaderschool der pioniers en de school reserveofficieren der pioniers. In de rang van kapitein werd hij op 1 februari 1947 toegelaten als leerling tot de HKS te 's-Gravenhage, welke hij na volbrachte studie in 1948 verliet waarna hij op 8 april 1948 werd tewerkgesteld bij het Hoofdkwartier van de Generale Staf. Op 23 oktober 1948 werd hij effectief bevorderd tot majoor.
Van 6 november 1948 tot 1 november 1950 werd hij als Nederlandse vertegenwoordiger geplaatst in de Londense Staf van Veldmaarschalk B.L. Montgomery, Voorzitter van het Comité van Opperbevelhebbers der Westelijke Unie, de voorloper van de NAVO. In deze functie werd hij tijdelijk bevorderd tot kolonel.
In november 1950 keerde Bake weer als majoor terug naar Nederland en werd Hoofd Sectie G-4 van de Generale Staf, en werd tegelijkertijd tijdelijk luitenant-kolonel der Generale Staf. Op 1 oktober 1953 werd – inmiddels effectief – luitenant-kolonel Bake aangesteld tot 2e Sous-chef van de Generale Staf en tijdelijk bevorderd tot kolonel.
De kolonelsrang werd effectief op 1 november 1953 waarbij hij gelijktijdig werd belast met de waarneming van de functie van Chef van de Kernstaf van het Basiscommando. Op 1 maart 1955 volgde de plaatsing als "Deputy Chief of Staff  bij Headquarters Nothern Army Group te Mönchengladbach, waaraan de tijdelijke rang van brigadegeneraal was verbonden. Op 16 juli 1957 werd hij plaatsvervangend Commandant van de Eerste Divisie 7 December, op 1 november 1957 gevolgd door de bevordering tot generaal-majoor en de benoeming tot Commandant van de Eerste Divisie 7 December. Op 1 augustus 1959 werd Bake plaatsvervangend chef van de Generale Staf. In deze functie was hij tevens voorzitter van een Commissie van Advies over onderwijsherziening aan de KMA.
Op 1 november 1961 volgde zijn bevordering tot luitenant-generaal en toen op 24 november van dat jaar het Curatorium en de Raad van Gouverneur en Assessoren van de Koninklijke Militaire Academie (KMA) werden geïnstalleerd werd Bake benoemd tot curator en plaatsvervangend president-curator.:loopbaan
Op 1 mei 1962 volgde hij luitenant-generaal Le Fèvre de Montigny op als Chef Generale Staf, tevens Bevelhebber der Landstrijdkrachten (CGS/BLS). Hij was na generaal C.J. Snijders de eerste officier van het Wapen der Genie die deze topfunctie zou bekleden. Doordat hij onenigheid had met de minister van Defensie, P.J.S. de Jong over de reorganisatie van het leger, verzocht hij om ontheffing uit zijn functie. De Jong stond voor een verticale organisatie en dus handhaving van de “verzuiling” van KL, KM en KLu terwijl Bake een horizontale organisatie voorstaat. Hierbij bleven commandanten verantwoordelijk voor het operationele deel, maar zorgen defensiebrede organisaties voor de personeelszaken en het materieelbeheer
Op 1 januari 1964 werd hij eervol ontheven en per 1 augustus 1964 volgt zijn laatste functie als gouverneur van de KMA. Op 1 januari 1970 ging  hij eervol met ontslag uit de militaire dienst. Deze functie vervulde hij tot 1 januari 1964, waarna hij op 25 juli 1964 de 30e Gouverneur der KMA werd, als opvolger van generaal-majoor der Cavalerie W.C.H. (Willem) van Reede. Op 5 juli 1969 droeg hij het commando over de KMA over aan Generaal-majoor van de Koninklijke Luchtmacht J.N. (Joop) Mulder

## Staat van dienst
- 26 sept 1928 – juli 1931, Cadet aan de KMA te Breda (Genie)
- 2 aug 1931, Benoemd tot 2e Luitenant bij het 1e bataljon genietroepen te Utrecht
- 29 aug 1933, Bevorderd tot 1e Luitenant en geplaatst bij de Staf van de geniecommandant voor Speciale Diensten.
- 1936, Geplaatst bij het Centraal Inundatie- en Technisch Bureau van de genie
- 18 aug 1939,  Bevorderd tot Kapitein der genie
- 15 mei 1940 – 31 mei 1945, In Duits krijgsgevangenschap
- 30 sept 1945 – 19 okt 1945, Tewerkgesteld bij het Detachement Londen der Koninklijke Landmacht
- 1 september 1946, Commandant Kaderschool Pioniers en van de school Reserveofficieren Pioniers
- 1 febr 1947, Leerling der Hogere Krijgsschool
- 6 nov 1948, geplaatst in de Londense staf van de Voorzitter van het Comité Opperbevelhebbers der Westelijke Unie (tijdelijk benoemd tot Kolonel)
- 1 nov 1950,  benoemd tot Hoofd G-4 van de generale Staf
- 1 oktober 1953,  Sous Chef van de generale Staf
- 1 nov 1953,  tevens waarnemend Chef van de Kernstaf van het Basis commando
- 1 maart 1955,  Deputy Chief of Staff, Headquarters Nortag te Münchengladbach
- 16 juli 1957,  Plaatsvervangend Commandant 7 december Divisie
- 1 nov 1957, Commandant 7 december Divisie
- 1 aug 1959, Plaatsvervangend Chef van de Generale Staf
- 1 mei 1962 – 1 janu 1964, Chef van de Generale Staf tevens Bevelhebber der landstrijdkrachten
- 1 aug 1964, Gouverneur van de Koninklijke Militaire Academie
- 26 jan 1969, Bij K.B. no 37, met ingang van 5 juli 1969 eervol ontheven van zijn functie van Gouverneur[8]:staat van dienst

## Carrière
- Tweede luitenant, 2 augustus 1931
- Eerste luitenant, 29 augustus 1933
- Kapitein, 18 augustus 1939
- Tijdelijk majoor, 1 augustus 1946
- Majoor, 23 oktober 1948
- Tijdelijk kolonel, 6 november 1948
- Tijdelijk luitenant-kolonel, 1 november 1950
- Luitenant-kolonel, 16 juni 1951
- Tijdelijk kolonel, 1 oktober 1953
- Kolonel, 1 november 1953
- Tijdelijk brigadegeneraal, 1 maart 1955
- Generaal-majoor, 1 november 1957
- Luitenant-generaal, 1 november 1961
- FLO, 5 juli 1969[8]:staat van dienst[11]

## Onderscheidingen
Ridder in de Orde van de Nederlandse Leeuw

 Commandeur in de Orde van Oranje Nassau met de zwaarden

 Bronzen Kruis (K.B. no. 62 van 1 maart 1948)

 Oorlogsherinneringskruis met gesp ‘Nederland Mei 1940’:onderscheidingen

 Onderscheidingsteken voor Langdurige Dienst als officier met jaarteken XXXV

 Huwelijksmedaille 1937 (Juliana en Bernhard)

 TMPT Kruis (KNVRO)

 Officier des Arts et des Lettres (Officier in de Orde van Kunsten en Letteren) (Frankrijk):onderscheidingen

 Commandeur de la Légion d'honneur (Officier in het Legioen van Eer) (Frankrijk):onderscheidingen
Bake was gerechtigd tot het dragen van het volgende insigne: 

 Hogere Militaire Vorming (Hogere Krijgsschool) ('Gouden zon')

## Persoonlijk
Bake trouwde in 1940 met Anna Margaretha Gesink (1919) en kreeg met haar vier zoons, van wie de oudste al na zes dagen overleed.